# Coccinia rehmannii
Coccinia rehmannii är en gurkväxtart som beskrevs av Célestin Alfred Cogniaux. Coccinia rehmannii ingår i släktet Coccinia, och familjen gurkväxter. Inga underarter finns listade i Catalogue of Life.